# Spathius subtilis
Spathius subtilis är en stekelart som beskrevs av Chao 1977. Spathius subtilis ingår i släktet Spathius och familjen bracksteklar. Inga underarter finns listade i Catalogue of Life.